# Arendal (plaats)
Arendal is een plaats in de gelijknamige gemeente Arendal in de Noorse provincie Agder in het zuiden van Noorwegen.
In het centrum ligt het gebied Tyholmen met houten huizen uit rond 1600. De haven heet Pollen, waar onder andere de vismarkt, cafés en restaurants te vinden zijn. De Trefoldighetskirken is de grootste Lutherse kerk van Arendal. De rooms-katholieke St. Franciskus Xaveriuskerk bevat een wandschildering van de Nederlandse kunstschilder Jan Dijker. Er zijn twee vuurtorens: de Store Torungen uit 1844 (geëlektrificeerd in 1914) en de Lille Torungen, dat op een klein eilandje ligt.

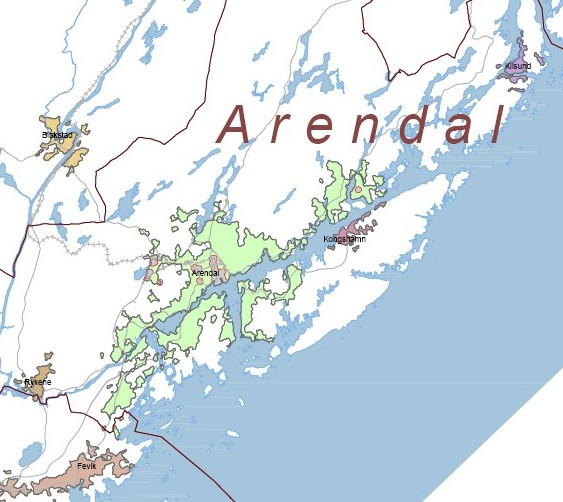
Locatie van de plaats binnen de gemeente